# Diamante (sommergibile)
Il Diamante è stato un sommergibile della Regia Marina.

## Storia
Nell'estate del 1934 compì un viaggio nel bacino orientale del Mediterraneo.
Dal gennaio al settembre 1937 partecipò clandestinamente alla guerra di Spagna, senza ottenere risultati.
Nel 1938 fu assegnato a Lero e dal febbraio 1939 fu destinato alla base libica di Tobruk, e lì si trovava nel giugno 1940, con il tenente di vascello Angelo Parla quale comandante dal 24 marzo precedente.
Il 9 giugno 1940, subito prima dell'entrata dell'Italia nel secondo conflitto mondiale, partì per la sua prima missione di guerra al largo della costa libica, durante la quale percorse 700 miglia in superficie e 300 in immersione.
Alle 14.45 del 20 giugno, mentre rientrava a Tobruk da tale missione, fu avvistato dal sommergibile britannico HMS Parthian, che, alle 15.02, gli lanciò quattro siluri da poco più di 350 metri: due (o, secondo altre fonti, anche tutti e quattro) fecero centro, affondandolo con tutto l'equipaggio in posizione 32°42' N e 23°49' E (circa trentacinque miglia a nord/nordovest di Tobruk).
Perirono con il sommergibile il comandante Parla, altri 4 ufficiali e 38 fra sottufficiali e marinai.